# Barbacoll becgròs oriental
El barbacoll becgròs oriental
(Notharchus macrorhynchos) és una espècie d'ocell de la família dels bucònids (Bucconidae) que habita boscos poc densos i sabanes de l'est de Veneçuela, Guaiana i zona limítrofa del nord del Brasil.

Aquest ocell ha estat considerat coespecífic amb el barbacoll becgròs occidental.